# 纳马省
纳马省（阿拉伯語：ولاية النعامة）是阿尔及利亚西北部的一个省，首府纳马，其他主要城市包括迈舍里耶。
纳马省分为2个县和12个市。
33°16′N 0°19′W / 33.27°N 0.32°W